# Lorca (Navarra)
Lorca (en euskera Lorka y de manera cooficial) es una localidad española situada en la Comunidad Foral de Navarra, en el municipio del Valle de Yerri. Su población en 2017 fue de 136 habitantes (INE). Es una de las localidades por donde pasa el Camino de Santiago Francés.

## Demografía
| 2000 | 2001 | 2002 | 2003 | 2004 | 2005 | 2006 | 2007 |
| ---- | ---- | ---- | ---- | ---- | ---- | ---- | ---- |
| 124  | 121  | 132  | 128  | 123  | 125  | 125  | 128  |

## Historia
El nombre de Lorca sería de origen árabe, con el significado de la batalla, que tendría origen en el enfrentamiento ocurrido en 920 entre el rey Sancho I de Navarra y el muladí Abenlope. Aquí falleció el rey García Ramírez de Pamplona (1150). 
En 1802 se decía que tenía al sur un monte robledal y al norte dos de encinos, siendo su cosecha de 2000 robos de cereal y 4000 cántaros de vino, y teniendo una población de 148 habitantes.
En el vecino concejo de Lácar se guarda documentación de cuando se hacían allí las juntas vecinales o batzarres,de  hecho así se llama el término de Lacar donde se reunían los representantes de ambos pueblos, pues Lorca surge como una escisión de Lácar beneficiados por el paso del Camino de Santiago. Ambos concejos tienen faceros en común, pues en esa escisión Lorca salió favorecido con el monte y Lácar con la tierra de labor.

## Arte
- Iglesia de San Salvador, de la segunda mitad del siglo XII.